# Edvin Csabai
Edvin Csabai est un céiste hongrois pratiquant le marathon.

## Palmarès

### Championnats du monde de marathon
- 1998 au Cap,  Afrique du Sud
  -  Médaille d'argent en C-2
- 1999 à Györ,  Hongrie
  -  Médaille d'or en C-2
- 2000 à Dartmouth,  Canada
  -  Médaille d'or en C-2
- 2001 à Stockton-on-Tees,  Royaume-Uni
  -  Médaille d'or en C-2
- 2002 à Zamora,  Espagne
  -  Médaille d'or en C-2
- 2003 à Valladolid,  Espagne
  -  Médaille d'or en C-2
- 2004 à Bergen,  Norvège
  -  Médaille d'or en C-1
  -  Médaille d'or en C-2
- 2005 à Perth,  Australie
  -  Médaille d'or en C-1
  -  Médaille d'or en C-2
- 2006 à Trémolat,  France
  -  Médaille d'or en C-1
  -  Médaille d'or en C-2
- 2007 à Györ  Hongrie
  -  Médaille d'or en C-1
  -  Médaille d'or en C-2
- 2008 à Týn nad Vltavou ,  Tchéquie
  -  Médaille d'or en C-1
  -  Médaille d'or en C-2
- 2009 à Crestuma,  Portugal
  -  Médaille d'or en C-1
  -  Médaille d'or en C-2

### Championnats d'Europe de course en ligne
- 2006
  -  Médaille de bronze en C-4 500 m